# Col de la Saulce
Le col de la Saulce est un col routier français situé dans le département des Hautes-Alpes, dans le massif des Baronnies. Son altitude est de 874 m.

## Géographie
Le col sépare la vallée de l'Eygues à l'ouest, de celle du Buëch à l'est. Il est emprunté par la D994, ancienne route nationale 94 reliant la vallée du Rhône à Gap par Nyons et la vallée de l'Eygues. 
Il se trouve à environ 2,5 km à l'ouest du bourg de L'Épine, environ 200 m à l'ouest du croisement entre la D994 et la D26, qui rejoint la vallée de l'Oule et La Charce par le col des Tourettes.